# Chemin de fer Lomé–Kpalimé
La ligne de chemin de fer Lomé-Kpalimé est la seconde ligne de chemin de fer construite dans l'actuel Togo. On l'appelait aussi Inlandbahn (chemin de fer national) ou Kakao-Bahn (chemin de fer du cacao).

## Histoire
La ligne de chemin de fer est construite durant la période coloniale allemande. Planifiés pour débuter dès 1902, le travaux commencent deux ans plus tard en 1904. La construction est alors estimée à un coût de 7,8 millions de marks et constitue un prêt de l'Empire à son protectorat avec un intérêt de 3,5 %. La construction est réalisée par la compagnie allemande Maschinenfabrik Augsburg-Nürnberg et l'opération de la ligne est remise à la compagnie Lenz & Co. (de) lorsque la ville de Noepe (en) est atteinte en 1905,. Kpalimé est finalement atteint en 1907 et la ligne est officiellement mise en opération le 27 janvier 1907, jour de l'anniversaire du Kaiser Guillaume II. D'une longueur totale de 119 km (74 mi) et construite sous le principe de voie métrique, la ligne est accompagnée d'une ligne téléphonique. Les passages à niveau sont équipés de signaux sonores et la ligne utilise la station de la ligne de chemin de fer Lomé–Aného (en), située dans la capitale, en tant que terminus. En plus du transport du cacao, la ligne servait aussi de moyen de transport pour l'équipement nécessaire à l'exploitation de l'huile de palme. À partir du 1er avril 1908, les deux lignes de chemins de fer sont louées à la Deutsche Kolonial-Eisenbahn Bau- und Betriebsgesellschaft (société allemande de construction et d'exploitation des chemins de fer coloniaux, DKEBBG).
À la suite de la Première Guerre mondiale, l'Allemagne perd sa colonie et celle-ci est divisée entre le Royaume-Uni (Togoland britannique) et la France (Togo français) sous un mandat de la Société des Nations émis en 1922. L'ensemble de la ligne Lomé–Kpalimé se retrouve alors sous contrôle français et jusqu'à l'établissement du mandat est opérée par la Togoland Military Railway (TMR) sous la gestion de la Gold Coast Government Railways qui opère les chemins de fer de la colonie voisine de la Côte-de-l'Or britannique. À partir de 1922, la compagnie opératrice est francisée en Chemin de fer du Togo (CFT).
Étant une zone sous mandat attribué à la France en vertu du droit international, les investissements de la métropole dans le réseau ferroviaire togolais sont alors freinés en raison de la possibilité de la perte éventuelle du mandat.  Néanmoins, la ligne demeure fonctionnelle et continue d'être opérée après l'indépendance du Togo en avril 1960.